# Girls, Girls, Girls (Jay-Z)
Girls, Girls, Girls è il secondo singolo di grande successo estratto da The Blueprint, sesto album del rapper statunitense Jay-Z. Pubblicato il 2 ottobre 2001 dalla Roc-A-Fella Records e la Def Jam Recordings, è prodotto da Just Blaze. È una delle canzoni più celebri e acclamate di Jay-Z.

## Descrizione

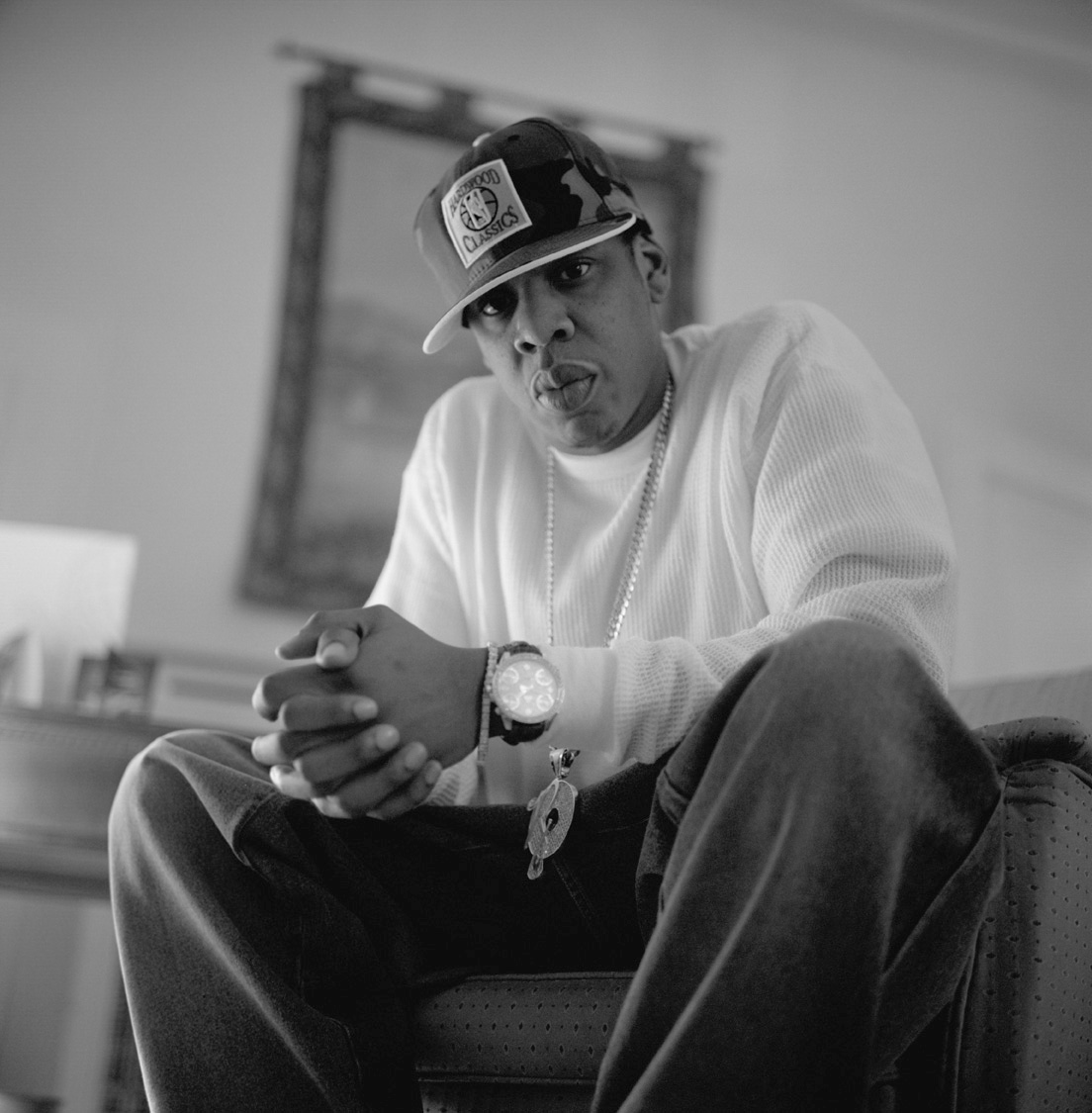
Jay-Z nel 2002 all'uscita di Girls, Girls, Girls

In origine Just Blaze aveva intenzione di produrre Girls, Girls, Girls per molti altri artisti: il primo a cui la propose fu Kanye West, che rifiutò; Ghostface Killah, a cui non piacque affatto il pezzo; e a Snoop Dogg, che declinò l'offerta anch'egli, ma consigliò a Blaze di proporla Jay-Z, essendo certo che questi avrebbe accettato, e così è stato. La canzone venne registrata, nel luglio del 2001, a New York, ai Baseline Studios, e masterizzata, sempre a New York, presso Masterdisk.
La canzone contiene un famoso campionamento di There's nothing in this world (that can stop me from loving you) di Tom Brock, morto l'anno dopo l'uscita del singolo. Anche il ritornello presenta, proprio nelle parole chiave "Girls, Girls, Girls" un campione di High Power Rap dei Crash Crew.
Inoltre ai diversi cori della canzone hanno partecipato cantanti come Cassie, Q-Tip, Slick Rick, Biz Markie e Young Guru.
Un remix della canzone, chiamata Girls, Girls, Girls (Part 2), una sorta di continuazione della vicenda della prima canzone, questa volta prodotta dall'amico Kanye West, si può trovare come traccia aggiuntiva in The Blueprint, dopo le canzoni Blueprint (Momma Loves Me) e l'altra canzone nascosta Lyrical Exercise: quest'ultima versione contiene nuove strofe di Jay-Z, un nuovo campionamento strumentale di Trying Girls Out dei The Persuaders e addirittura anche le voci non accreditate di Michael Jackson e Chanté Moore.

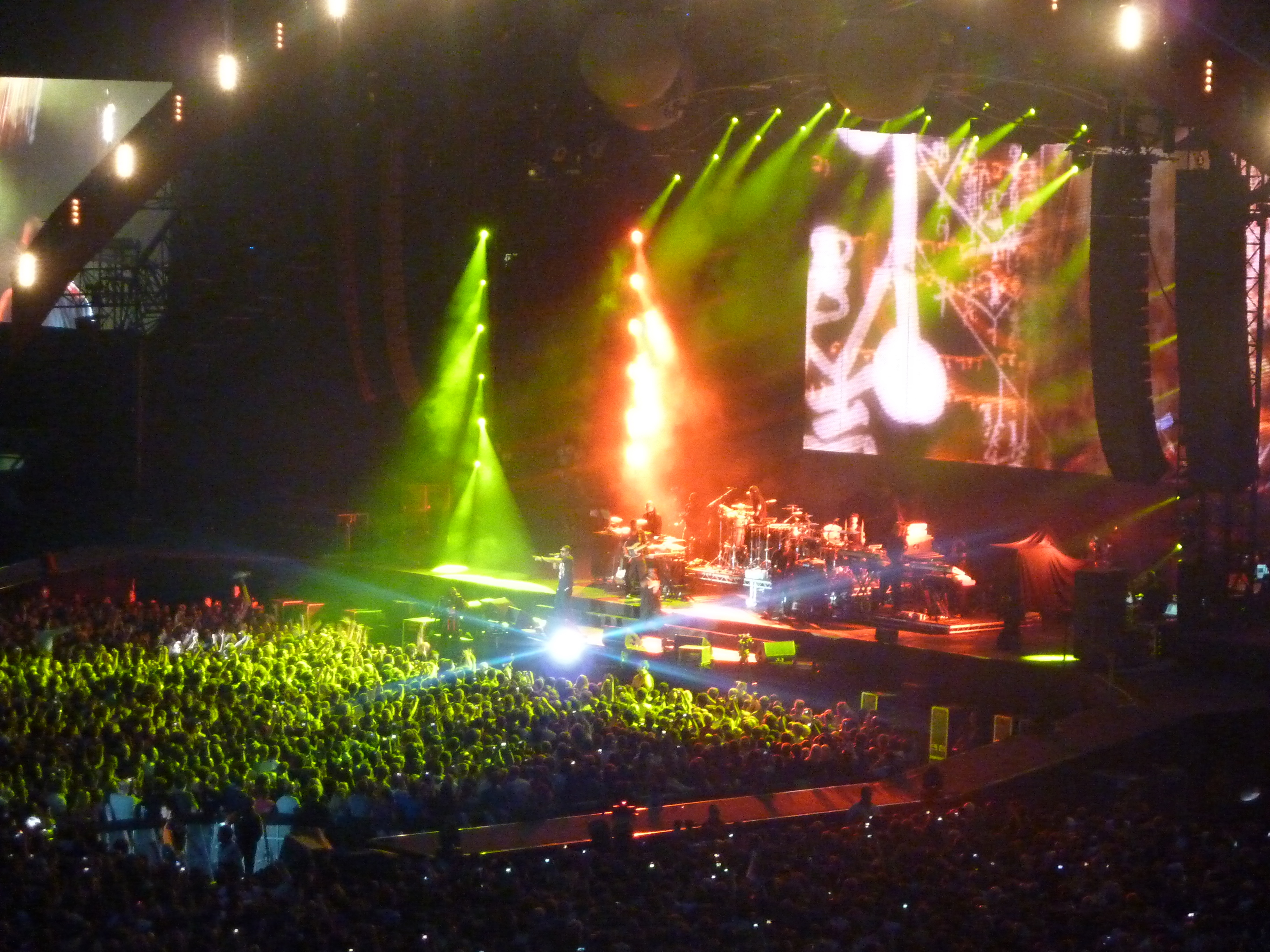
Jay-Z in concerto mentre esegue Girls, Girls, Girls

## Video musicale
Il videoclip di questa canzone ha una storia molto interessante.
Diretto da Marc Klasfeld, venne girato nel settembre del 2001 a Los Angeles, California.
Jay-Z ha dichiarato in un'intervista 10 anni dopo, nel 2011, che ai tempi si trovava a Los Angeles per prepararsi alle riprese, quando ebbero luogo i tragici attentati dell'11 settembre 2001, raccontando:
Volai a LA perché stavo girando un video per una canzone chiamata Girls, Girls, Girls, e perciò dovetti lasciare New York: in quel tragico giorno uscì il mio album The Blueprint, ma proprio lo stesso giorno. E ricordo solo di essermi svegliato in hotel a Los Angeles col rumore del televisore acceso, che stava trasmettendo l'edizione speciale del telegiornale; e ricordo di aver telefonato a Kanye, con cui avrei dovuto girare il videoclip quel giorno: pensavo che tutti stessero scherzando, ero tipo "Non può essere"... Poi ho seguito meglio le notizie alla TV e sembrava uno di quei film catastrofici. Se non fosse stato per Girls, Girls, Girls, sarei stato a New York anch'io.
Le attrici Carmen Electra, Tamala Jones e Paula Jai Parker fanno tutte dei cameo tra le varie girls del video; anche Rick Ross, Biz Markie e Kanye West appaiono nel video.

## Classifiche

### Classifiche settimanali
| Classifica (2001) | Posizione massima |
| ----------------- | ----------------- |
| Australia         | 6                 |
| Francia           | 7                 |
| Italia            | 5                 |
| Regno Unito       | 7                 |
| Stati Uniti       | 1                 |

### Classifiche di fine anno
| Classifica (2001) | Posizione massima |
| ----------------- | ----------------- |
| Australia         | 63                |
| Francia           | 25                |
| Italia            | 17                |
| Regno Unito       | 4                 |
| Stati Uniti       | 9                 |